# شاخص بین‌المللی نوآوری

بالای ۱
۰ تا ۰٫۹۹
۰ تا ۰٫۹۰-
زیر ۱-
بدون اطلاعات

شاخص بین‌المللی نوآوری یک شاخص جهانی است که سطح نوآوری یک کشور را اندازه‌گیری می‌کند. این شاخص در سال ۲۰۰۹ با همکاری مشترک گروه مشاورهٔ بوستون (بی‌سی‌جی)، انجمن ملی تولیدکنندگان (ان‌ای‌ام) و مؤسسهٔ تولید (ام‌آی) تولید شد. ان‌ای‌ام از این شاخص با عنوان «بزرگ‌ترین و جامع‌ترین شاخص جهانی در نوع خود» یاد می‌کند.
شاخص بین‌المللی نوآوری بخشی از یک مطالعهٔ تحقیقاتی بزرگ است که هم به نتایج کسب‌وکار نوآوری و هم به توانایی دولت برای تشویق و حمایت از نوآوری از طریق سیاست‌گذاری عمومی می‌پردازد. این مطالعه شامل یک نظرسنجی از بیش از ۱۰۰۰ مدیر ارشد از شرکت‌های عضو ان‌ای‌ام در تمام صنایع، مصاحبهٔ دقیق با ۳۰ نفر از مدیران اجرایی؛ و مقایسهٔ «نوآوری‌دوستی» ۱۱۰ کشور و همهٔ ۵۰ ایالت ایالات متحده می‌باشد. این یافته‌ها در گزارش «ضرورت نوآوری در تولید: چگونه ایالات متحده می‌تواند خود را بازیابی کند» منتشر شده است.
این گزارش نه تنها عملکرد کشورها را مورد بحث قرار می‌دهد، بلکه در مورد آنچه شرکت‌ها انجام می‌دهند و باید انجام دهند تا نوآوری را تحریک کنند، بحث می‌کند. پس می‌تواند به اتخاذ سیاست‌های جدید برای نوآوری، از جمله مشوق‌های مالیاتی و سیاست‌های مهاجرت، آموزش و مالکیت فکری منجر شود.

## رتبه‌بندی
این شاخص در مارس ۲۰۰۹ منتشر شد. ورودی‌های این شاخص شامل سیاست‌های مالی و دولتی، سیاست‌های آموزشی و محیط نوآوری و خروجی‌ها نیز شامل ثبت اختراع، انتقال فناوری، و سایر نتایج تحقیق و توسعه، عملکرد تجاری مانند بهره‌وری نیروی کار و بازده کل سهامداران؛ و تأثیر نوآوری بر مهاجرت تجاری و رشد اقتصادی بود. در ادامه فهرستی از بیست کشور بزرگ (که تولید ناخالص داخلی‌شان محاسبه شده) بر پایهٔ شاخص بین‌المللی نوآوری آمده است:

### رتبه‌بندی کشورهای بزرگ
| رتبه | کشور                | به‌طور کلی | ورودی‌های نوآوری | عملکرد نوآوری |
| ---- | ------------------- | --------- | --------------- | ------------- |
| ۱    | کره جنوبی           | ۲٫۲۶      | ۲٫۷۴            | ۱٫۹۲          |
| ۲    | ایالات متحده آمریکا | ۱٫۸۰      | ۱٫۲۸            | ۲٫۱۶          |
| ۳    | ژاپن                | ۱٫۷۹      | ۱٫۱۶            | ۲٫۲۵          |
| ۴    | سوئد                | ۱٫۶۴      | ۱٫۲۵            | ۱٫۸۸          |
| ۵    | هلند                | ۱٫۵۵      | ۱٫۴۰            | ۱٫۵۵          |
| ۶    | کانادا              | ۱٫۴۲      | ۱٫۳۹            | ۱٫۳۲          |
| ۷    | بریتانیا            | ۱٫۴۲      | ۱٫۳۳            | ۱٫۳۷          |
| ۸    | آلمان               | ۱٫۱۲      | ۱٫۰۵            | ۱٫۰۹          |
| ۹    | فرانسه              | ۱٫۱۲      | ۱٫۱۷            | ۰٫۹۶          |
| ۱۰   | استرالیا            | ۱٫۰۲      | ۰٫۸۹            | ۱٫۰۵          |
| ۱۱   | اسپانیا             | ۰٫۹۳      | ۰٫۸۳            | ۰٫۹۵          |
| ۱۲   | بلژیک               | ۰٫۸۶      | ۰٫۸۵            | ۰٫۷۹          |
| ۱۳   | چین                 | ۰٫۷۳      | ۰٫۰۷            | ۱٫۳۲          |
| ۱۴   | ایتالیا             | ۰٫۲۱      | ۰٫۱۶            | ۰٫۲۴          |
| ۱۵   | هند                 | ۰٫۰۶      | ۰٫۱۴            | -۰٫۰۲         |
| ۱۶   | روسیه               | -۰٫۰۹     | -۰٫۰۲           | -۰٫۱۶         |
| ۱۷   | مکزیک               | -۰٫۱۶     | ۰٫۱۱            | -۰٫۴۲         |
| ۱۸   | ترکیه               | -۰٫۲۱     | ۰٫۱۵            | -۰٫۵۵         |
| ۱۹   | اندونزی             | -۰٫۵۷     | -۰٫۶۳           | -۰٫۴۶         |
| ۲۰   | برزیل               | -۰٫۵۹     | -۰٫۶۲           | -۰٫۵۱         |

### رتبه‌بندی کلی
| رتبه | کشور                | به‌طور کلی | ورودی‌های نوآوری | عملکرد نوآوری |
| ---- | ------------------- | --------- | --------------- | ------------- |
| ۱    | سنگاپور             | ۲٫۴۵      | ۲٫۷۴            | ۱٫۹۲          |
| ۲    | کره جنوبی           | ۲٫۲۶      | ۱٫۷۵            | ۲٫۵۵          |
| ۳    | سوئیس               | ۲٫۲۳      | ۱٫۵۱            | ۲٫۷۴          |
| ۴    | ایسلند              | ۲٫۱۷      | ۲٫۰۰            | ۲٫۱۴          |
| ۵    | جمهوری ایرلند       | ۱٫۸۸      | ۱٫۵۹            | ۱٫۹۹          |
| ۶    | هنگ کنگ             | ۱٫۸۸      | ۱٫۶۱            | ۱٫۹۷          |
| ۷    | فنلاند              | ۱٫۸۷      | ۱٫۷۶            | ۱٫۸۱          |
| ۸    | ایالات متحده آمریکا | ۱٫۸۰      | ۱٫۲۸            | ۲٫۱۶          |
| ۹    | ژاپن                | ۱٫۷۹      | ۱٫۱۶            | ۲٫۲۵          |
| ۱۰   | سوئد                | ۱٫۶۴      | ۱٫۲۵            | ۱٫۸۸          |
| ۱۱   | دانمارک             | ۱٫۶۰      | ۱٫۵۵            | ۱٫۵۰          |
| ۱۲   | هلند                | ۱٫۵۵      | ۱٫۴۰            | ۱٫۵۵          |
| ۱۳   | لوکزامبورگ          | ۱٫۵۴      | ۰٫۹۴            | ۲٫۰۰          |
| ۱۴   | کانادا              | ۱٫۴۲      | ۱٫۳۹            | ۱٫۳۲          |
| ۱۵   | بریتانیا            | ۱٫۴۲      | ۱٫۳۳            | ۱٫۳۷          |
| ۱۶   | اسرائیل             | ۱٫۳۶      | ۱٫۲۶            | ۱٫۳۵          |
| ۱۷   | اتریش               | ۱٫۱۵      | ۱٫۳۸            | ۰٫۸۱          |
| ۱۸   | نروژ                | ۱٫۱۴      | ۱٫۴۸            | ۰٫۷۰          |
| ۱۹   | آلمان               | ۱٫۱۲      | ۱٫۰۵            | ۱٫۰۹          |
| ۲۰   | فرانسه              | ۱٫۱۲      | ۱٫۱۷            | ۰٫۹۶          |
| ۲۱   | مالزی               | ۱٫۱۲      | ۱٫۰۱            | ۱٫۱۲          |
| ۲۲   | استرالیا            | ۱٫۰۲      | ۰٫۸۹            | ۱٫۰۵          |
| ۲۳   | استونی              | ۰٫۹۴      | ۱٫۵۰            | ۰٫۲۹          |
| ۲۴   | اسپانیا             | ۰٫۹۳      | ۰٫۸۳            | ۰٫۹۵          |
| ۲۵   | بلژیک               | ۰٫۸۶      | ۰٫۸۵            | ۰٫۷۹          |
| ۲۶   | نیوزیلند            | ۰٫۷۷      | ۰٫۷۹            | ۰٫۶۹          |
| ۲۷   | چین                 | ۰٫۷۳      | ۰٫۰۷            | ۱٫۳۲          |
| ۲۸   | قبرس                | ۰٫۶۳      | ۰٫۶۴            | ۰٫۵۶          |
| ۲۹   | پرتغال              | ۰٫۶۰      | ۰٫۹۲            | ۰٫۲۲          |
| ۳۰   | قطر                 | ۰٫۵۲      | ۰٫۸۶            | ۰٫۱۳          |
| ۳۱   | مجارستان            | ۰٫۵۱      | ۰٫۸۰            | ۰٫۱۸          |
| ۳۲   | جمهوری چک           | ۰٫۴۱      | ۰٫۸۸            | -۰٫۱۰         |
| ۳۳   | اسلوونی             | ۰٫۳۷      | ۰٫۴۷            | ۰٫۲۴          |
| ۳۴   | آفریقای جنوبی       | ۰٫۳۳      | ۰٫۱۵            | ۰٫۴۷          |
| ۳۵   | بحرین               | ۰٫۲۷      | ۰٫۷۸            | -۰٫۲۶         |
| ۳۶   | اسلواکی             | ۰٫۲۱      | ۰٫۷۲            | -۰٫۳۱         |
| ۳۷   | شیلی                | ۰٫۲۱      | ۰٫۳۶            | ۰٫۰۴          |
| ۳۸   | ایتالیا             | ۰٫۲۱      | ۰٫۱۶            | ۰٫۲۴          |
| ۳۹   | مالت                | ۰٫۲۰      | -۰٫۲۱           | ۰٫۵۹          |
| ۴۰   | لیتوانی             | ۰٫۱۶      | ۰٫۷۱            | -۰٫۴۰         |
| ۴۱   | تونس                | ۰٫۱۴      | ۰٫۵۷            | -۰٫۳۰         |
| ۴۲   | یونان               | ۰٫۱۲      | ۰٫۰۱            | ۰٫۲۳          |
| ۴۳   | لتونی               | ۰٫۱۲      | ۰٫۳۸            | -۰٫۱۴         |
| ۴۴   | تایلند              | ۰٫۱۲      | -۰٫۱۲           | ۰٫۳۵          |
| ۴۵   | موریس               | ۰٫۰۶      | ۰٫۴۸            | -۰٫۳۶         |
| ۴۶   | هند                 | ۰٫۰۶      | ۰٫۱۴            | -۰٫۰۲         |
| ۴۷   | کویت                | ۰٫۰۶      | ۰٫۴۶            | -۰٫۳۵         |
| ۴۸   | کرواسی              | -۰٫۰۳     | ۰٫۲۱            | -۰٫۲۶         |
| ۴۹   | روسیه               | -۰٫۰۹     | -۰٫۰۲           | -۰٫۱۶         |
| ۵۰   | عربستان سعودی       | -۰٫۱۲     | ۰٫۵۷            | -۰٫۷۹         |
| ۵۱   | ترینیداد و توباگو   | -۰٫۱۲     | -۰٫۴۲           | ۰٫۲۰          |
| ۵۲   | لهستان              | -۰٫۱۲     | ۰٫۲۲            | -۰٫۴۴         |
| ۵۳   | بلغارستان           | -۰٫۱۳     | ۰٫۲۳            | -۰٫۴۸         |
| ۵۴   | فیلیپین             | -۰٫۱۵     | -۰٫۷۶           | ۰٫۴۸          |
| ۵۵   | عمان                | -۰٫۱۵     | ۰٫۲۷            | -۰٫۵۶         |
| ۵۶   | اردن                | -۰٫۱۵     | -۰٫۰۴           | -۰٫۲۶         |
| ۵۷   | مکزیک               | -۰٫۱۶     | ۰٫۱۱            | -۰٫۴۲         |
| ۵۸   | ترکیه               | -۰٫۲۱     | ۰٫۱۵            | -۰٫۵۵         |
| ۵۹   | لسوتو               | -۰٫۲۲     | -۱٫۰۱           | ۰٫۵۹          |
| ۶۰   | قزاقستان            | -۰٫۲۳     | -۰٫۵۱           | ۰٫۰۷          |
| ۶۱   | رومانی              | -۰٫۲۹     | ۰٫۲۲            | -۰٫۷۷         |
| ۶۲   | کاستاریکا           | -۰٫۳۹     | -۰٫۵۷           | -۰٫۱۸         |
| ۶۳   | پاناما              | -۰٫۴۳     | -۰٫۴۸           | -۰٫۳۴         |
| ۶۴   | اوکراین             | -۰٫۴۵     | -۰٫۱۳           | -۰٫۷۳         |
| ۶۵   | مصر                 | -۰٫۴۷     | -۰٫۴۶           | -۰٫۴۳         |
| ۶۶   | بوتسوانا            | -۰٫۴۷     | -۰٫۵۰           | -۰٫۴۰         |
| ۶۷   | آلبانی              | -۰٫۴۹     | -۰٫۵۸           | -۰٫۳۴         |
| ۶۸   | جمهوری آذربایجان    | -۰٫۵۴     | -۰٫۴۸           | -۰٫۵۴         |
| ۶۹   | سری‌لانکا            | -۰٫۵۶     | -۰٫۶۱           | -۰٫۴۶         |
| ۷۰   | مراکش               | -۰٫۵۷     | -۰٫۵۵           | -۰٫۵۴         |
| ۷۱   | اندونزی             | -۰٫۵۷     | -۰٫۶۳           | -۰٫۴۶         |
| ۷۲   | برزیل               | -۰٫۵۹     | -۰٫۶۲           | -۰٫۵۱         |
| ۷۳   | ویتنام              | -۰٫۶۵     | -۱٫۰۹           | -۰٫۱۶         |
| ۷۴   | کلمبیا              | -۰٫۶۶     | -۰٫۹۵           | -۰٫۳۰         |
| ۷۵   | ارمنستان            | -۰٫۶۶     | -۰٫۷۵           | -۰٫۵۲         |
| ۷۶   | مقدونیه شمالی       | -۰٫۶۸     | -۰٫۱۳           | -۱٫۱۷         |
| ۷۷   | گرجستان             | -۰٫۷۲     | -۰٫۴۸           | -۰٫۸۸         |
| ۷۸   | اتیوپی              | -۰٫۷۵     | -۱٫۱۶           | -۰٫۲۷         |
| ۷۹   | جامائیکا            | -۰٫۷۵     | -۰٫۷۲           | -۰٫۷۲         |
| ۸۰   | السالوادور          | -۰٫۷۷     | -۰٫۵۹           | -۰٫۸۸         |
| ۸۱   | قرقیزستان           | -۰٫۷۸     | -۰٫۵۴           | -۰٫۹۵         |
| ۸۲   | هندوراس             | -۰٫۷۹     | -۰٫۶۴           | -۰٫۸۵         |
| ۸۳   | مولدووا             | -۰٫۸۰     | -۰٫۲۴           | -۱٫۲۸         |
| ۸۴   | پاکستان             | -۰٫۸۲     | -۱٫۰۴           | -۰٫۵۱         |
| ۸۵   | الجزایر             | -۰٫۸۳     | -۰٫۸۷           | -۰٫۷۰         |
| ۸۶   | پاراگوئه            | -۰٫۸۹     | -۰٫۶۳           | -۱٫۰۷         |
| ۸۷   | مغولستان            | -۰٫۹۰     | -۰٫۷۱           | -۱٫۰۱         |
| ۸۸   | نیجریه              | -۰٫۹۵     | -۰٫۹۱           | -۰٫۹۰         |
| ۸۹   | اروگوئه             | -۰٫۹۵     | -۰٫۷۶           | -۱٫۰۶         |
| ۹۰   | اوگاندا             | -۰٫۹۶     | -۱٫۰۵           | -۰٫۷۸         |
| ۹۱   | بورکینافاسو         | -۰٫۹۷     | -۱٫۲۵           | -۰٫۵۹         |
| ۹۲   | آرژانتین            | -۰٫۹۷     | -۰٫۹۶           | -۰٫۹۰         |
| ۹۳   | تاجیکستان           | -۰٫۹۹     | -۱٫۰۴           | -۰٫۸۶         |
| ۹۴   | گواتمالا            | -۰٫۹۹     | -۰٫۹۴           | -۰٫۹۶         |
| ۹۵   | کنیا                | -۱٫۰۱     | -۰٫۹۱           | -۱٫۰۲         |
| ۹۶   | بولیوی              | -۱٫۰۲     | -۱٫۰۸           | -۰٫۸۷         |
| ۹۷   | سوریه               | -۱٫۰۳     | -۰٫۹۹           | -۰٫۹۸         |
| ۹۸   | نپال                | -۱٫۰۵     | -۱٫۲۳           | -۰٫۷۷         |
| ۹۹   | سنگال               | -۱٫۰۶     | -۱٫۱۱           | -۰٫۹۱         |
| ۱۰۰  | پرو                 | -۱٫۰۶     | -۱٫۱۸           | -۰٫۸۵         |
| ۱۰۱  | نامیبیا             | -۱٫۰۷     | -۱٫۱۲           | -۰٫۹۲         |
| ۱۰۲  | اکوادور             | -۱٫۱۱     | -۱٫۲۱           | -۰٫۹۱         |
| ۱۰۳  | ماداگاسکار          | -۱٫۱۶     | -۱٫۱۵           | -۱٫۰۶         |
| ۱۰۴  | نیکاراگوئه          | -۱٫۱۸     | -۱٫۲۲           | -۱٫۰۲         |
| ۱۰۵  | زامبیا              | -۱٫۲۸     | -۱٫۴۰           | -۱٫۰۳         |
| ۱۰۶  | بنین                | -۱٫۲۸     | -۱٫۵۵           | -۰٫۸۹         |
| ۱۰۷  | کامرون              | -۱٫۳۲     | -۱٫۷۷           | -۰٫۷۴         |
| ۱۰۸  | ونزوئلا             | -۱٫۳۷     | -۱٫۵۰           | -۱٫۱۰         |
| ۱۰۹  | بوروندی             | -۱٫۵۴     | -۱٫۸۲           | -۱٫۱۲         |
| ۱۱۰  | زیمبابوه            | -۱٫۶۳     | -۱٫۶۳           | -۱٫۴۸         |